# Franco Molè
Franco Molè (Terni, 6 febbraio 1939 – 18 dicembre 2006) è stato un attore, commediografo e regista italiano.

## Biografia
Tra gli esponenti del nuovo teatro appartenente alla scuola romana accanto a Carmelo Bene, Leo de Berardinis, Carlo Quartucci, Mario Ricci, Giuliano Vasilicò e Giancarlo Sepe, fondò il teatro e la compagnia Alla Ringhiera e fu uno dei promotori del collettivo teatrale Beat '72. Diresse la collana teatrale della casa editrice Samonà e Savelli. Fu assistente di Luciano Codignola e Mario Missiroli all’Università di Urbino e redattore della rivista Teatro con Franco Quadri, Edoardo Fadini, Ettore Capriolo e Giuseppe Bartolucci, fondata al convegno di Ivrea per un nuovo teatro. 
Scrisse, interpretò e diresse numerose opere teatrali. In campo cinematografico diresse Prima della lunga notte (L'ebreo fascista) (1980), poi scrisse e diresse il film La stanza delle parole (1990); nel 1983 interpretò Notturno con grida. Era sposato con l'attrice Martine Brochard.

## Teatro

### Autore
- Il gelo nelle ossa, prima al Teatro Verdi di Terni il 25 aprile 1964
- Settanta volte sette, prima al cabaret l'Armadio il 10 gennaio 1966
- Concerto grosso per Brugh, prima al Teatro Alla Ringhiera il 10 gennaio 1967
- Evaristo, prima al Teatro Eliseo di Roma nel 1967
- Le armonie, prima al Teatro Alla Ringhiera il 6 febbraio 1968
- Il giudizio del dente, prima al Teatro Alla Ringhiera il 16 marzo 1968
- Molte voci intorno ad Oreste, prima al Teatro Alla Ringhiera il 22 novembre 1969
- Charles del Divino Amore, prima al Teatro La Ribalta di Bologna nel 1971
- Laudomia, un piano per sera, prima al Palazzo dello Sport di Pescara il 30 maggio 1973
- Il maschio educato, prima al Teatro Alla Ringhiera il 4 novembre 1973
- Caravaggio, prima al teatro Aquila di Fermo l'8 dicembre 1978
- Toulouse Lautrec, una giornata alle folies, prima al Teatro Unione di Viterbo il 29 novembre 1980